# Lajos Szűcs (calciatore 1943)
Lajos Szűcs (Apatin, 10 dicembre 1943 – Budapest, 12 luglio 2020) è stato un calciatore ungherese, di ruolo difensore.

## Biografia
Terminata la carriera sportiva entrò in politica nel partito socialista e fu membro del Parlamento ungherese dal 1994 al 1998.
Era sposato con l'attrice Ildikó Pécsi, anch'ella militante del partito socialista.

## Carriera
Vinse la medaglia d'oro alle Olimpiadi del 1968 e quella di bronzo alle Olimpiadi del 1972. Fu eletto calciatore ungherese dell'anno nel 1976.

## Palmarès

### Club
- Campionato ungherese: 2

Ferencvaros: 1967, 1968

### Nazionale
- Oro olimpico: 1

Città del Messico 1968
- Argento olimpico: 1

Monaco di Baviera 1972